# Tour de l'Azerbaidjan
|  | No confondre amb Tour de l'Azerbaidjan, competició ciclista a l'Iran |

El Tour de l'Azerbaidjan és una cursa ciclista per etapes azerbaidjanesa que es disputa anualment al mes de maig. Creada el 2012, com a Heydar Aliyev Anniversary Tour, en record de l'expresident Heidar Alíev. Forma part de l'UCI Europa Tour.

## Palmarès
| Any  | Vencedor         | Segon                 | Tercer               |
| ---- | ---------------- | --------------------- | -------------------- |
| 2012 | Youcef Reguigui  | Kiril Yatsevich       | Bakhtiyar Kozhatayev |
| 2013 | Serhiy Grechyn   | Oleksandr Surutkovych | Bakhtiyar Kozhatayev |
| 2014 | Ilnur Zakarin    | Vitali Buts           | Darren Lapthorne     |
| 2015 | Primož Roglič    | Jasper Ockeloen       | Matej Mugerli        |
| 2016 | Markus Eibegger  | Rinaldo Nocentini     | Nikita Stalnov       |
| 2017 | Kiril Pozdniakov | Hermann Pernsteiner   | Oleksandr Polivoda   |